# Christian Wörns
Christian Wörns, född 10 maj 1972, är en tysk före detta fotbollsspelare, försvarare.
Wörns debuterade tidigt i Bundesliga och var en av ligans bästa försvarare under början på 2000-talet. Under flera år var han framgångsrik i Bayer Leverkusen innan han via en sejour i franska Paris Saint-Germain kom till Borussia Dortmund. I landslaget debuterade Wörns 1992 men karriären i landslaget har varit splittrad. Efter en kontrovers med förbundskaptenen Jürgen Klinsmann blev Wörns struken ur landslagstruppen och deltog inte i VM 2006.

## Meriter
- 66 A-landskamper (1992-2005) för Tyskland
- VM i fotboll: 1998
- EM i fotboll: 1992, 2004
- Tysk mästare 2002
- Tysk cupmästare 1993